# Scaled Composites White Knight
Scaled Composites Model 318 White Knight (kasneje White Knight One) je bilo dvomotorno reaktivno letalo, ki se je uporabljajo kot nosilno letalo za zračno izstrelitev podorbitalnega vesoljskega plovila SpaceShipOne. 
Med junijem 2005 in aprilom 2006 se je uporabljal za testiranje eksperimentalnega Boeinga X-37.
Na podlagi tega letala so zgradili večjega White Knight Two.

## Specifikacije (White Knight)
Podatki iz Scaled Composites
Splošne značilnosti
- Posadka: 2
- Število sedežev: 3600 kg tovora
- Razpon kril: 82 ft 0 in (25 m)
- Kapaciteta goriva: 2 900 kg
- Pogon letala: 2 × General Electric J85-GE-5 turboreaktivni motor z dodatnim zgorevanjem, 2.400 lbf (11 kN) potisk motorjev vsak suh potisk, 3.600 lbf (16 kN) z dodatnim zgorevanjem

Zmogljivost
- Višina leta (servisna) 52.000 ft (16.000 m) +

)